# Кордебаталія
Кордебата́лія (від фр. corps de bataille — «корпус битви, корпус бойового шикування») — військовий термін, середня частина бойового або похідного порядку кораблів вітрильного флоту (ескадри) європейських країн, вишикованого в одну лінію (або 1-ша дивізія ескадри). При шикуванні в 3 колони кордебаталією називалася середня колона. Надалі замість слова «кордебаталія» став вживатися термін «центр».
У XVIII ст. словом «кордебаталія» в російській і французькій арміях могли називати головні сили армії, що вели бойові дії. У XIX столітті термін вийшов з ужитку.